# Municipio de Marion (condado de Grundy)
El municipio de Marion (en inglés: Marion Township) es un municipio ubicado en el condado de Grundy en el estado estadounidense de Misuri. En el año 2010 tenía una población de 248 habitantes y una densidad poblacional de 2,26 personas por km².

## Geografía
El municipio de Marion se encuentra ubicado en las coordenadas 40°4′29″N 93°26′12″O / 40.07472, -93.43667. Según la Oficina del Censo de los Estados Unidos, el municipio tiene una superficie total de 109.91 km², de la cual 109,17 km² corresponden a tierra firme y (0,67 %) 0,74 km² es agua.

## Demografía
Según el censo de 2010, había 248 personas residiendo en el municipio de Marion. La densidad de población era de 2,26 hab./km². De los 248 habitantes, el municipio de Marion estaba compuesto por el 98,79 % blancos, el 0,4 % eran de otras razas y el 0,81 % eran de una mezcla de razas. Del total de la población el 2,02 % eran hispanos o latinos de cualquier raza.